# John R. Meyer
John R. Meyer est un biologiste et zoologiste américain. Il obtient son bachelor of arts en 1962 à l'université du Nebraska à Kearney puis son doctorat en zoologie en 1969 à l'université de l'Iowa. Ses études de premier cycle ont trait à la chimie, la biologie et la Bible.
Il enseigne actuellement la zoologie et la biophysique à l'université de Louisville et a fondé un laboratoire de recherche au sein du UCLA Brain Research Institute.
Il est également créationniste et membre du conseil d'administration de la Creation Research Society (en) depuis 2003. Il a également dirigé le Van Andel Creation Research Center.
Le reptile Anolis johnmeyeri est nommé en « reconnaissance de ses contributions majeures à la connaissance de l'herpétofaune du Honduras et de son intérêt pour les Anolis d'Amérique centrale. »

## Publications
- Introduction to Insect Biology and Diversity
- A Guide to the Reptiles of Belize (avec Peter J. Stafford)
- The Snakes of Honduras (avec Larry David Wilson)